# Área Nacional de Recreación Quimsacocha
Die Área Nacional de Recreación Quimsacocha befindet sich im Süden Ecuadors in der Provinz Azuay, 25 km westsüdwestlich deren Provinzhauptstadt Cuenca. Das 32,17 km² große Schutzgebiet wurde 2012 eingerichtet. Davor war es Teil eines 120 km² großen für den Bergbau konzessionierten Páramo-Gebietes. Der Name "Quimsacocha", im Spanischen Tres Lagunas, bedeutet „drei Seen“.

## Lage
Die Área Nacional de Recreación Quimsacocha befindet sich in den westlichen Anden Ecuadors auf Höhen zwischen 3800 m und 4000 m. Das Gebiet erstreckt sich über eine andine Hochfläche in der Quellregion des Río Yanuncay, eines Zuflusses des Río Paute. Weiter nördlich befindet sich der Nationalpark Cajas. Das Schutzgebiet bildet zusammen mit dem Nationalpark Cajas das Biosphärenreservat Macizo del Cajas.

## Ökologie
Das Schutzgebiet besteht aus Páramo-Landschaft. Es gibt mehrere kleinere Seen. Das Areal ist für die Trinkwasserversorgung und für die landwirtschaftliche Bewässerung im Ballungsraum von Cuenca wichtig. In der natürlichen Graslandschaft (pajonales) gedeihen Pflanzen wie Baldriane (Valeriana), Schachtelhalme (Equisetum) sowie Azorella pedunculata und Plantago rigida, welche unter dem Begriff "almohadillas" zusammengefasst werden. Zur Vogelwelt des Schutzgebietes gehören der Andenkiebitz (Vanellus resplendens), der Streifenkarakara (Phalcoboenus carunculatus) und die Sumpfohreule (Asio flammeus). In dem Areal leben der Andenschakal und der Weißwedelhirsch.

## Infrastruktur
Das Schutzgebiet verfügt bisher über keine touristische Infrastruktur.